# Termo Records
TERMO Records is een Noors onafhankelijk platenlabel opgericht door Lars Fredrik Froislie en Jacob Holm-Lupo. Het platenlabel is gevestigd in Oslo en zal zich voornamelijk richten op muziekgroepen rond hun oprichters, White Willow en Wobbler en muziekgroepen die in dezelfde stijl spelen.

## Besproken albums
- Termo 001: In Lingua Mortua: Bellowing Sea
- Terme 003: Wobbler: Afterglow
- Termo 004: The Opium Cartel: Night Blooms
- Termo 010: Rhys Marsh: The Blue Hour